# Elis Strömgren
Svante Elis Strömgren (født 31. maj 1870 i Helsingborg, død 5. april 1947 i København) var en dansk astronom, gift med Hedvig Strömgren og far til Bengt og Erik Strömgren.

## Karriere
Strömgren studerede i Lund, hvor han 1898 blev docent. Han var fra 1901 ansat ved redaktionen af Astronomische Nachrichten i Kiel, hvor han 1904 blev docent, og blev 1907 professor i astronomi ved universitetet i København og direktør for observatoriet sammesteds. Strömgren har hovedsagelig arbejdet med perturbationsteorien og har i Astronomische Nachrichten, i Meddelanden från Lunds astronomiska Observatorium, men fornemlig i Publikationer og mindre Meddelelser fra Københavns Observatorium publiceret sine studier.
En samlet oversigt over det teoretiske arbejde, han inden trelegemeproblemet dels selv, dels sammen med talrige elever har udført i København, meddelt i 35 afhandlinger, har han givet i Tre Aartier celest Mekanik paa Københavns Observatorium (1923). En kortfattet oversigt over det hele arbejde er givet i Unsere Kenntnisse über die Bewegungsformen im Dreikorperproblem (Ergebnisse der exakten Naturwissenschaften, IV, 1925).
Ved siden af dette banebrydende arbejde har Strömgren i forskellige afhandlinger, men specielt i Über den Ursprung der Kometen (1914) vist, at kometerne tilhører solsystemet. Sammen med Kreutz har Strömgren udgivet Genäherte Oerter der Fixsterne, von welchen in der Astronomischen Nachrichten Band 113 bis 163 selbständige Beobachtungen angeführt sind (Kiel 1904). Han har også vundet sig et agtet navn som populær astronomisk forfatter ved sit skrift: Astronomiske Miniatyrer (1921), udgivet tillige på svensk og tysk. Die Hauptprobleme der modernen Astronomie (1925) er en udvidet udgave af hans Astronomi i det 19. Aarhundrede. I Astronomisk Selskab var Strömgren siden 1920 formand, og fra 1921 medlem af redaktionskomitéen for selskabets tidsskrift, hvori han har offentliggjort talrige artikler om aktuelle astronomiske problemer. Fra København ledede han systematiske observationer i Norden af foranderlige stjerner. Under 1. Verdenskrig udførte Strömgren et betydeligt arbejde, idet han formidlede de astronomiske meddelelser mellem de krigsførende magter. Siden 1922 havde også på en vis måde det astronomiske telegrambureau sit hovedsæde i København. 1917 blev Strömgren medlem af bestyrelsen for Astronomische Gesellschaft og var siden 1921 dets formand. Han var Danmarks repræsentant i International Astronomical Union. Han er begravet på Holmens Kirkegård.

## Hæder
- 1916: Medlem af Royal Society i London
- 1920: Medlem af Kungliga Vetenskapsakademien
- 1922: Medlem af Societas Scientiarum Fennica
- 1922: Medlem af Det Kongelige Norske Videnskabers Selskab i Oslo
- 1923: Ridder af Dannebrogordenen
- 1923: Æresdoktor ved Universität Greifswald
- 1925: Medlem af Preußische Akademie der Wissenschaften i Berlin
- 1927: Medlem af Videnskabernes Selskab
- 1933: Dannebrogsmændenes Hæderstegn
- 1933: Medlem af The American Museum of Natural History i New York
- 1938: Medlem af Kungliga Fysiografiska Sällskapet i Lund

## Gengivelser
- Portrætmalerier af Eduard Saltoft 1927 og af Hans Henningsen 1929 (Fyns Kunstmuseum)
- Buste af Helen Schou 1938
- Fotografier